# Asilus humilis
Asilus humilis là một loài ruồi trong họ Asilidae. Asilus humilis được Bellardi miêu tả năm 1861. Loài này phân bố ở vùng Tân Bắc giới.